# トリカルボニルシクロペンタジエニルモリブデンダイマー
トリカルボニルシクロペンタジエニルモリブデンダイマー (英: tricarbonylcyclopentadienylmolybdenum dimer) は、化学式 Mo2Cp2(CO)6（Cp はシクロペンタジエニルアニオン、C5H5-）のモリブデン化合物である。この化合物は普通の状態では暗赤色の結晶性固体である。固体は空気中では安定であるが、溶液では分解する。熱を加えるとジカルボニルシクロペンタジエニルモリブデンダイマーに脱炭酸する。Mo2Cp2(CO)6 は金属-金属三重結合としての反応性を示すことから、反応化学にとって興味深い対象である。

## 構造と合成
この化合物はゴーシュ型とアンチ型の2種類の立体配座をとる。6つのカルボニル配位子はそれぞれ1個の Mo 原子にのみ配位しており、Mo-Mo 結合は3.2325 Åの距離にある。
この化合物はモリブデンヘキサカルボニル (Mo(CO)6) を熱シクロペンタジエンで処理して作られる。高収率を与えるワンポット合成法として下式の二段階反応が用いられる。一段階目では、窒素雰囲気下で Mo(CO)6 をアセトニトリルと反応させる。生成した Mo(CO)3(CH3CN)3 は空気中で不安定な錯体であり、そのまま単離せずにシクロペンタジエンを作用させる。
{\displaystyle {\ce {Mo(CO)6\ + 3CH3CN -> Mo(CO)3(CH3CN)3\ + 3CO}}}
{\displaystyle {\ce {2Mo(CO)3(CH3CN)3\ + 2C5H6 -> (C5H5)2Mo2(CO)6\ + H2\ + 6CH3CN}}}